# Adventures in Modern Recording
Albums de The Buggles
The Age of Plastic
(1980)
Adventures in Modern Recording est le deuxième et dernier album du duo de synthpop The Buggles, sorti en 1981.
Geoff Downes quitte le groupe durant son enregistrement pour former, avec le guitariste Steve Howe, le supergroupe Asia : il n'apparaît que sur trois titres de l'album. Trevor Horn boucle le disque seul avec l'aide de divers musiciens, dont Bruce Woolley (en). Le faible succès rencontré par Adventures in Modern Recording incite Horn à dissoudre le groupe et à se consacrer entièrement à la production d'autres artistes.
Les titres We can Fly from Here Part One, Riding a Tide et We can Fly from Here Part Two présents sur la réédition de 2010, ont été repris et retravaillés sur l'album Fly from Here du groupe Yes en 2011. 
Le bassiste de Yes, Chris Squire, participe aux effets sonores sur deux pièces de cet album, alors que la basse est jouée par Trevor Horn. 

## Titres

### Face 1
1. Adventures in Modern Recording (Simon Darlow, Trevor Horn, Bruce Woolley) – 3:46
2. Beatnik (Horn) – 3:38
3. Vermillion Sands (Geoff Downes, Horn) – 6:48
4. I Am a Camera (Downes, Horn) – 4:56

### Face 2
1. On TV (Horn, Wooley, Rodney Thompson) – 2:48
2. Inner City (Darlow, Horn) – 3:22
3. Lenny (Downes, Horn) – 3:12
4. Rainbow Warrior (Darlow, Horn, John Sinclair) – 5:22
5. Adventures in Modern Recording (Reprise) (Darlow, Horn, Woolley) – 0:51

### Titres bonus
Adventures in Modern Recording a été réédité au format CD en 1997 avec trois titres bonus :
1. Fade Away – 2:36 Face B des singles I Am a Camera et On TV.
2. Blue Nylon – 2:25 Face B du single Adventures in Modern Recording.
3. I Am a Camera – 4:13 Mix paru en single 12 pouces.

Une autre réédition, parue en 2010, comprend dix titres bonus (les trois premiers correspondant à ceux de la réédition de 1997) :
1. Fade Away – 2:37
2. Blue Nylon – 2:25
3. I Am a Camera – 4:15
4. We Can Fly from Here – Part 1 – 5:09
5. Dion – 5:03
6. Videotheque – 3:34
7. On TV – 3:52
8. Walking on Glass – 3:14 Version originale de Lenny.
9. Riding a Tide – 4:50
10. We Can Fly from Here – Part 2 – 4:02

## Musiciens
- The Buggles :
  - Trevor Horn : chant, basse (1, 6, 9-11), guitare (2-4, 7), programmation de la batterie (4)
  - Geoff Downes : claviers (2-4, 7), programmation de la batterie (7), production (3, 4, 7, 12)

- Autres musiciens :
  - Simon Darlow : claviers et guitare (1, 5, 6, 8-11)
  - Anne Dudley : claviers (2)
  - Danny Schogger et Rod Thompson : claviers (7)
  - Bruce Woolley (en) : chant (5)
  - John Sinclair : programmation de la batterie (1, 5, 6, 8-11), cymbales (1, 8, 9), chant (5), guitare (2), production (1, 2, 5, 6, 8, 9, 16)
  - Chris Squire : effets sonores (1, 9)
  - Luís Jardim (en) : percussions (2)